# خوزه اورتیز
خوزه اورتیز (انگلیسی: Cheli؛ زادهٔ ۲۹ ژانویهٔ ۱۹۷۹) بازیکن سابق فوتبال اهل اسپانیا است که در پست هافبک بازی می‌کرد.
خوزه در له‌په، استان اوئلوا به دنیا آمد. پس از ظهور در رده‌های محلی باشگاه فوتبال رکریتیوو اوئلوا، او هشت فصل با تیم اصلی بازی کرد و دو بار صعود در لالیگا را با اندلسی‌ها تجربه کرد.